# Michael Kokott

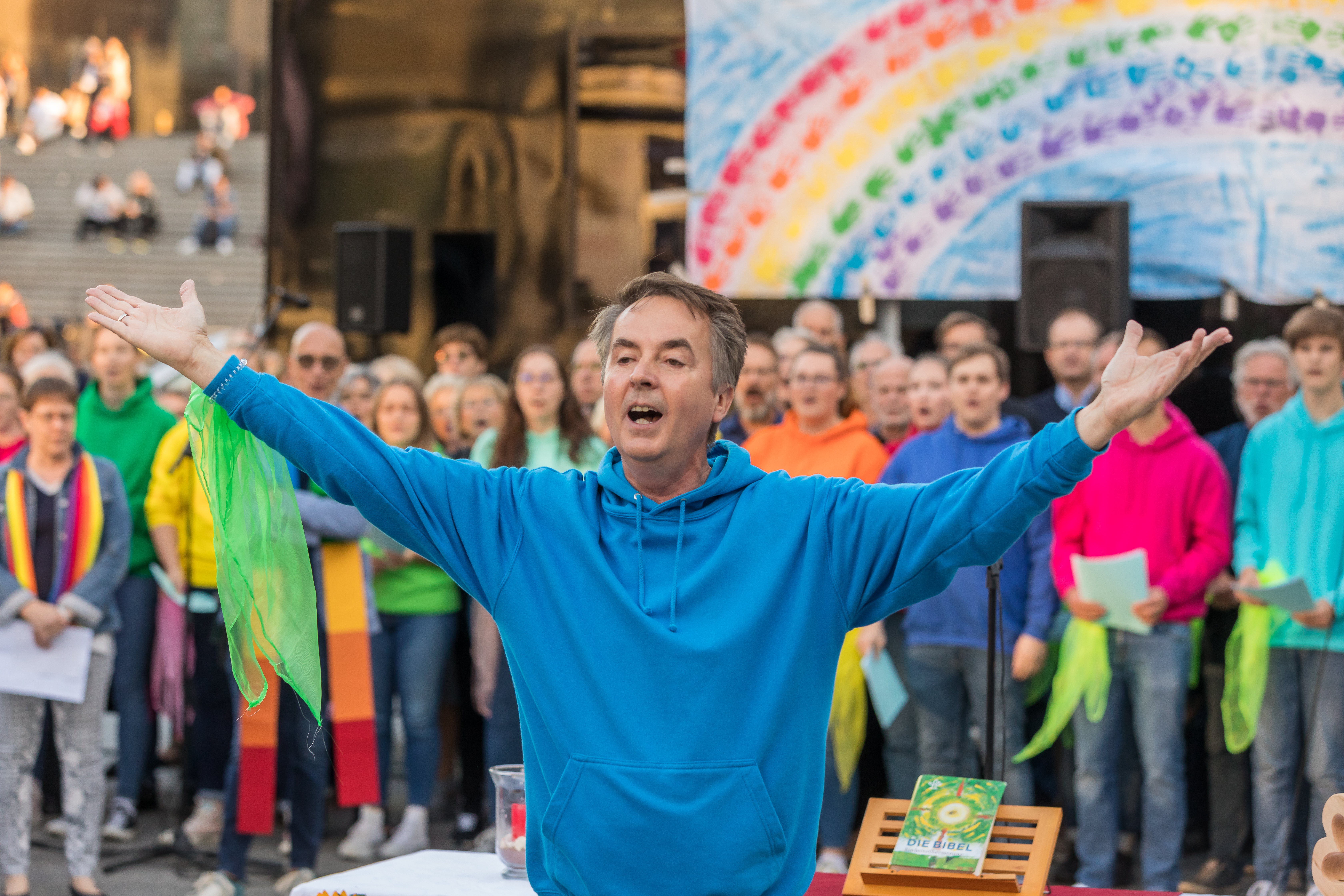
Michael Kokott, im Hintergrund der Kölner Jugendchor St. Stephan, 2023

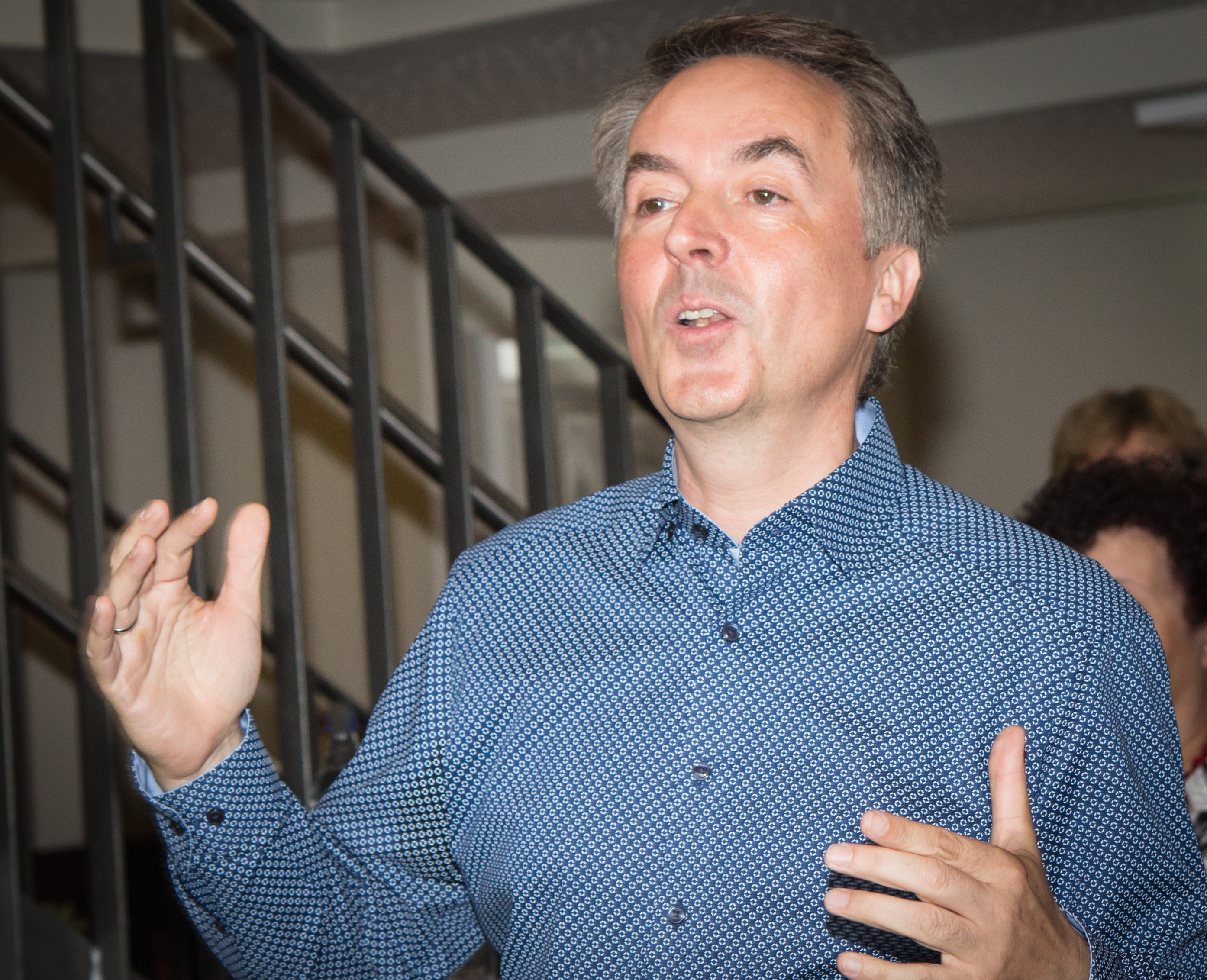
Michael Kokott 2017

Michael Kokott (* 15. Juni 1960 in Duisburg) ist ein deutscher Chorleiter, Musikschullehrer und Kirchenmusiker. Neben dem Kölner Jugendchor St. Stephan leitet er insgesamt rund zehn Chöre aller Generationen.

## Leben
Kokott ist das zweite von drei Kindern einer katholischen Familie und verbrachte seine Kindheit in Köln. Seit seinem 10. Lebensjahr sang er im Kölner Kinderchor, mit dem er 1973 u. a. bei den Aufnahmen zum Titelsong der Sesamstraße, Der, die, das aufnahm.  Er erlernte Orgel- und Klavierspiel zunächst autodidaktisch und nahm erst seit seinem 15. Lebensjahr Musikunterricht, um sich auf eine Bewerbung an der Musikhochschule vorzubereiten.
Er studierte zunächst neun Semester Schulmusik, schloss jedoch nach dem Staatsexamen ein Studium der Kirchenmusik an, weil ihm nach eigener Aussage die Chorleitung mehr ansprach als das Lehramt. Bereits während seines ersten Studiums hatte er einen Jugendchor in Köln-Sülz geleitet. Danach sammelte er Erfahrungen in Chören unterschiedlicher Kirchengemeinden in Köln.
Als Kantor und Organist begann er seine Tätigkeit in der Pfarrei St. Stephan in Köln-Lindenthal. Ab 1985 leitete er den Kölner Jugendchor Sankt Stephan, der sich mit ihm und einem gemischten Repertoire zu einem der größten und erfolgreichsten Jugendchöre in Deutschland entwickelte. Einen ersten Erfolg erzielte der Chor 1987 bei einem Auftritt anlässlich des Besuches von Johannes Paul II. bei der „Papstmesse“ im Müngersdorfer Stadion. 1997 begann eine Zusammenarbeit mit den Bläck Fööss, die in über 100 gemeinsamen Auftritten im In- und Ausland mündete und das Repertoire auch um mundartliche Stücke erweiterte. An einem der bekanntesten Stücke der Band, dem Kölschen Stammbaum, waren sie ebenfalls beteiligt.
Ab 1998 arbeitet er für die Rheinische Musikschule und gründete dort den Kinderchor Lucky Kids und den Seniorenchor SPÄTlese. Darüber hinaus leitet er einen Männerchor, den Erwachsenen-Chor Querbeat sowie den i-Chor der Rheinischen Musikschule Köln für Menschen mit und ohne Behinderung sowie seit 2016 den Jugendchor Grenzenlos, in dem u. a. Geflüchtete mitsingen.
Mit seinen Chören hatte er zahlreiche Auftritte im deutschen Fernsehen. Mit dem Kinderchor Lucky Kids trat er in bekannten TV-Shows wie 20xx – Das Quiz (2008–2018), Die schönsten Weihnachts-Hits (seit 2010), Heiligabend mit Carmen Nebel (seit 2011), Schlagerboom und ZDF Magazin Royale auf.
Der Kölner Jugendchor Sankt Stephan steuerte Filmmusik zu mehreren Erfolgsfilmen bei, u. a. Fack ju Göthe 2 (2015), Club der Roten Bänder – Wie alles begann (2019), Tonis Welt (2021), Goldjungs (2021) und Tatort Köln (2024).
Mit dem Kölner Jugendchor Sankt Stephan sang er beim Kölner G8-Gipfel 1999 mit Bill Clinton sowie bei der Fußball-WM 2006 mit US5. Er trug einen Teil zur musikalischen Gestaltung des Weltjugendtags 2005 bei. Als musikalischer Leiter wirkt er seit 2015 bei der erfolgreichen Mitsingveranstaltung „Loss mer Weihnachtsleeder singe“ im Rheinenergiestadion Köln mit. Seit 1998 gibt er mit seinen Chören Konzerte in der Kölner Philharmonie, Lanxess-Arena, Musical Dome und Oper Köln.
Zu den Charterfolgen von Unheilig So wie du warst (2012), Geboren um zu leben (2010) und Winter (2010), dem Chart-Hit Spinner (2010) der Hamburger Band Revolverheld, dem Chart-Hit Rennen+Stolpern (2013) der Band Jupiter Jones, Liebe gewinnt (2017) von Brings, Zusammensein (2021) von Hape Kerkeling und An Angel (2023) von Anastacia  steuerte er mit seinen Kölner Chören die Chorgesänge bei. Dem Seniorenchor Rüstige Rentner gelang 2022 mit Ary (Rapper) auf TikTok mit über 1 Million Klicks ein viraler Erfolg.
Kokott ist verheiratet und hat drei Töchter.

## Auftritte
- Das Adventsfest der 100.000 Lichter
- 20xx – Das Quiz (2008–2018)
- Bambi
- Bayerischer Fernsehpreis
- Club der roten Bänder – Wie alles begann
- Der letzte Bulle
- Harald Schmidt-Show
- Die schönsten Weihnachts-Hits (seit 2010)
- Die ultimative Chartshow
- Frag doch mal die Maus
- Goldjungs
- Heiligabend mit Carmen Nebel
- Kölner Lichter
- Luke! Die Woche und ich
- Mein Mann kann
- Menschen, Bilder, Emotionen
- Neo Magazin Royale
- Opdenhövels Countdown
- RTL-Spendenmarathon
- Schlag den Raab
- Schlagerboom
- Tonis Welt
- TV total
- Verstehen Sie Spaß?
- Willkommen bei Carmen Nebel
- X Factor Deutschland
- ZDF Magazin Royale
- ZDF-Fernsehgarten

## Auszeichnungen
- 2011: 3-fach-Goldene Schallplatte (Mitwirkung seiner Chöre beim Unheilig-Song „Geboren um zu leben“ (2010))
- 2012: 4-fach-Platin-Schallplatte (Mitwirkung beim Unheilig-Album „Lichter der Stadt“)
- 2020: Inklusionspreis des Landes NRW Kategorie „Kultur und Freizeit“ (Inklusionschor i-Chor der Rheinischen Musikschule Köln)
- 2021: Rheinlandtaler des LVR[7]